# Elatos (Sohn des Arkas)
Elatos (altgriechisch Ἔλατος Élatos) ist in der griechischen Mythologie ein arkadischer Heros. Er war der Sohn des Arkas, nach dem die Arkadier benannt sein sollen.
Als Mutter des Elatos werden in einigen Sagenvarianten verschiedene Namen angegeben. Laut der Bibliotheke des Apollodor hieß Elatos’ Mutter entweder Leaneira, Tochter des Amyklas, oder Meganeira, Tochter des Krokon, oder Chrysopeleia, die eine Nymphe war. Die letztere Variante hatte Eumelos von Korinth überliefert. Pausanias sagt hingegen, dass Elatos der Sohn des Arkas von der Dryade Erato gewesen sei. Als Brüder des Elatos nennt die Bibliotheke des Apollodor nur Apheidas; Pausanias fügt noch Azan als zweiten Bruder hinzu.
Von Laodike, der Tochter des Kinyras, hatte Elatos laut der Bibliotheke des Apollodor zwei Söhne, Stymphalos und Pereus; als weitere Söhne nennt Pausanias noch Aipytos, Kyllen und Ischys.
Bei der Aufteilung des Reiches des Arkas unter seine Söhne soll Elatos die Gegend um das arkadische Gebirge Kyllene erhalten haben. Später sei er ausgewandert, habe den Phokiern bei der Verteidigung des Apollotempels von Delphi gegen die Räubereien der Phlegyer unterstützt und die Stadt Elateia gegründet. Pausanias berichtet, dass er auf der Agora von Elateia ein Standbild des Elatos sah, aber nicht wusste, ob es diesen als Stadtgründer ehrte oder seine Grabstele war. Auch in der arkadischen Stadt Tegea gab es eine Statue des Elatos.